# Natalia Tereshenko
Natalia Tereshenko (en ukrainien : Наталія Терещенко), née le 23 juillet 1976 à Kiev, est une biathlète ukrainienne. 

## Biographie
Tereshenko démarre au niveau international dans la Coupe du monde en 1999 à Hochfilzen, où elle est dixième, ce qui restera son meilleur résultat individuel. Lors de l'étape suivante à Pokljuka, elle monte sur son premier podium dans un relais avec Olena Zubrilova, Olena Petrova et Tetiana Vodopyanova.
En 2000, elle prend part à ses premiers de deux championnats du monde, arrivant douzième de l'individuel à Oslo.
Sa carrière internationale prend court après quelques courses lors de la saison 2001-2002.

## Palmarès

### Championnats du monde
| Épreuve / Édition        | Individuel | Sprint | Poursuite | Départ en masse | Relais |
| Mondiaux 2000 Oslo Lahti | 12e        | —      | —         | -               | -      |
| Mondiaux 2001 Pokljuka   | 54e        | -      | -         | -               | -      |

Légende :

— : pas de participation à cette épreuve

### Coupe du monde
- Meilleur classement général : 36e en 2000.
- Meilleur résultat individuel : 10e.
- 2 podiums en relais : 1 deuxième place et 1 troisième place.

#### Classements annuels
| Année | Classement général final |
| 2000  | 36e                      |
| 2001  | 67e                      |
| 2002  | 60e                      |